# Quora
Quora — соціальний сервіс, на якому користувачі можуть ставити відкриті для аудиторії питання та отримувати відповіді. Також сайт діє як база знань: архів запитань-відповідей, об'єднаних за тематиками.
Компанія започаткована вихідцями з Facebook Адамом Д'Анжело і Чарлі Чівером в червні 2009 року, сайт став публічно доступним 21 червня 2010 року.
Особливістю сайту є те, що багато його користувачів — це досвідчені люди, які охочі ділитися своїми знаннями, зокрема знаменитості Кремнієвої долини. Газета The New York Times назвала Quora представником наступного покоління багатомільярдних стартапів, разом з Airbnb і Dropbox.

## Історія
Quora створена двома колишніми працівниками Facebook: головним інженером компанії Адамом Д'Анжело а також інженером та менеджером Чарлі Чівером. Д'Анжело звільнився з Facebook у січні 2010, щоб зайнятися Quora. Ідею сайту він пояснював як хорошу альтернативу сайтам питань-відповідей.
Сайт швидко набрав аудиторію, у січні 2010 мав 500 тис. зареєстрованих користувачів. В березні 2010 року сервіс був оцінений компанією Benchmark Capital в 86 млн доларів США.
У січні 2013 Quora запустила платформу для ведення блогів. Компанія запустила повнотекстовий пошук по запитаннях і відповідях 20 березня 2013.
12 листопада 2013 року Quora представила функціональність з детальною статистикою. Це дозволило користувачам дивитись детальну статистику стосовно кількості переглядів запитаннь і відповідей, оцінок користувачами та ін.
У квітні 2014 було заявлено, що Quora піднімає $80 млн фінансування від Tiger Global; компанія була оцінена в 900 мільйонів.
1 січня 2020 року професор Рима Наджар Мерріман подала позов проти Quora до окружного суду США в Північного округу Каліфорнії. У її позові стверджувалося, що її було неправомірно заборонено відвідувати цей сайт та звинувачено в публікації ненависті за її пропалестинські та антисіоністські погляди. 23 березня 2020 року Мерріман подала заяву про добровільне відхилення її позову проти Quora без визнання провини.

## Ідея та принципи функціонування
Користувач має зареєструватися під реальним іменем, адже для цінності відповідей важливе місце має репутація людини, яка їх дає. Можна зареєструватися, використовуючи обліковий запис Google, Twitter або Facebook. Кожну відповідь можна підняти вгору (upvote) або опустити (downvote).
Quora використовує гейміфікацію для покращення свого сервісу. Користувачу надаються кредити за якісну відповідь. Цією своєрідною валютою можна запрошувати інших відповісти на бажане запитання. Наприклад, за 150 кредитів можна запитати кваліфікованого експерта.
Ядро аудиторії — IT-середовище Кремнієвої долини та Нью-Йорка. Багато також користувачів з Індії. Користувач може підписатися на окремі теми, окреме запитання або людину, і буде отримувати сповіщення про кожну діяльність речей, на які підписаний.
Характерною є висока інформативність і мало інформаційного шуму, обмін вузькопрофесійними знаннями і особистим досвідом.
Відповіді можна давати анонімно. Якщо ж людина хоче відповісти під своїм іменем, біля нього буде відображатися і коротенька інформація про людину, яка дала відповідь, наприклад «старший інженер в НАСА», що дозволяє краще оцінити якість даної відповіді. Висока імовірність, що на запитання відповість людина, яка безпосередньо мала справу з предметом запитання. Алгоритми можуть виявляти експертів в різних областях і перенаправляти запитання їм.
Конкуренти або аналоги Quora — це в першу чергу професійні сервіси обміну досвідом, такі як Stack Exchange, Stack Overflow. Соціальні сервіси закладок, наприклад reddit, соціальні сервіси Yahoo Answers, LinkedIn, Answerbag, Answers.com та Formspring та ін.